# Риванаццано
Риванаццано (итал. Rivanazzano) — коммуна в Италии, находится в регионе Ломбардия, подчиняется административному центру Павия.
Население составляет 4430 человек, плотность населения составляет 153 чел./км². Занимает площадь 29 км². Почтовый индекс — 27055. Телефонный код — 0383.
Покровителем коммуны почитается святитель Герман Осерский, празднование в первое воскресенье августа.